# António Manuel de Vilhena
António Manuel de Vilhena (1663 – 1736. december 10. Málta) portugál johannita lovag, Akko grófja, a Jeruzsálemi Szent János Ispotályos Lovagrend 66. nagymestere volt. Nevének angolos írásmódja Antonio Manoel, máltai írásmódja Antnin Manwel, ritka francia változata Antoine Manoël.

## Életútja

Vilhena címere

Dom António Manuel de Vilhena portugál főnemes volt, az uralkodócsalád rokona. Apja dom Sancho Manoel de Vilhena, Vila Flor 1. grófja volt. Hat testvére közül három is szerzetes lett, bátyja, João Manoel szintén a johannita rendben. Egyes források szerint 1650 körül, mások szerint 1663-ban született. Fiatalon lépett a johannita rendbe, és a kasztíliai langue tagja lett. Marc'Antonio Zondarari nagymester halála (1722) után az éppen Akko grófjának tisztét betöltő Vilhenát választották a rend következő nagymesterévé. Uralkodása első hónapjaiban mindjárt egy török invázió réme sejlett fel Málta lakói előtt, ám Bonnac isztambuli francia követ segítségével sikerült diplomáciai úton lezárni a konfliktust. Uralkodása alatt folytatódtak a muszlim kalózok elleni támadások, mérsékelt eredménnyel.
Jószándékú és népszerű uralkodó volt. Szélmalmokat építtetett, köztük az egyetlen ma is működőt Żurrieq községben. Valletta védelmére különös figyelmet fordított: új erődöt terveztetett a Manoel-szigetre, a róla elnevezett Manoel erődöt. A gozói Mġarr fölött támogatta egy erőd építését, amelynek a Città Vilhena nevet adta. Az erőd csak halála után készült el, ma Chambray erődnek nevezik. Nagyszabású felújítási munkákba kezdett Mdina városának az 1693-as földrengésben megsérült falain is (1723-1728). Kulturális téren a legnagyobb tette a ma szintén róla elnevezett Manoel Színház (Teatru Manoel, alapításakor Teatro Pubblico) létrehozása volt 1732-ben, amely ma Európa második legrégebbi, folyamatosan működő színháza. Otthont alapított a szegény hajadonok számára.
A Szent János-társkatedrálisban álló sírján a következő felirat található: "Hercegnek nem választatott, hanem született".